# Ennemi de l'ordre
Albums de Casey
Hostile au stylo
(2006)
Ennemi de l'ordre est le premier maxi de la rappeuse française Casey, sorti en 2006.

## Liste des titres
1. L'Exclu (Casey / DJ Laloo) - 3:52
2. Le Fusil dans l'étui (Casey / Hery) - 4:57
3. Ennemi de l'ordre (Casey / Hery) - 4:19
4. Comme un couteau dans la plaie (Casey / Hery) - 3:02
5. Dans nos histoires (Casey / Hery) - 4:38
6. Travail de nègre (Casey - B. James - Prodige / Hery) - 2:14